# 罗宾·林赛
弗雷德里克·罗宾·林赛（英語：Frederick Robin Lindsay，1914年1月11日—2011年4月6日），英国男子曲棍球运动员。他曾代表英国国家队参加1948年夏季奥林匹克运动会曲棍球比赛，获得一枚银牌。